# Stazione meteorologica di Isola di Palmaria
La stazione meteorologica di Isola di Palmaria è la stazione meteorologica di riferimento per il servizio meteorologico dell'Aeronautica Militare e per l'organizzazione meteorologica mondiale relativa all'isola di Palmaria.

## Caratteristiche
La stazione meteorologica, di tipo automatico DCP provvista di shelter, si trova nell'Italia nord-occidentale, in Liguria, in provincia della Spezia, nel territorio comunale di Portovenere: originariamente ubicata sull'isola di Palmaria presso il semaforo marittimo della Marina Militare, è stata in seguito spostata sul promontorio di Portovenere, presso un'infrastruttura militare in località La Castellana, a 192 metri s.l.m. e alle coordinate geografiche 44°04′04.54″N 9°48′56.57″E.
La stazione è da annoverarsi tra quelle dalle caratteristiche prettamente marittime.

## Medie climatiche ufficiali

### Dati climatologici 1951-1980
In base alla media del periodo 1951-1980, che presenta differenze alquanto trascurabili da quella trentennale di riferimento climatico (1961-1990) per l'Organizzazione Mondiale della Meteorologia, la temperatura media del mese più freddo, gennaio, si attesta a +7,6 °C; quella del mese più caldo, luglio, è di +22,2 °C; da notare, l'escursione termica media molto contenuta in ogni mese ed in ogni stagione dell'anno, caratteristica questa peculiare di tutte le stazioni meteorologiche con caratteristiche prettamente marittime.
Le precipitazioni medie annue si attestano sui 768 mm, con picco massimo in autunno.
| Isola di Palmaria   | Mesi | Mesi | Mesi | Mesi | Mesi | Mesi | Mesi | Mesi | Mesi | Mesi | Mesi | Mesi | Stagioni | Stagioni | Stagioni | Stagioni | Anno |
| Isola di Palmaria   | Gen  | Feb  | Mar  | Apr  | Mag  | Giu  | Lug  | Ago  | Set  | Ott  | Nov  | Dic  | Inv      | Pri      | Est      | Aut      | Anno |
| ------------------- | ---- | ---- | ---- | ---- | ---- | ---- | ---- | ---- | ---- | ---- | ---- | ---- | -------- | -------- | -------- | -------- | ---- |
| T. max. media (°C)  | 10,3 | 11,1 | 12,9 | 15,9 | 19,4 | 22,8 | 25,8 | 25,8 | 23,2 | 19,1 | 14,5 | 11,4 | 10,9     | 16,1     | 24,8     | 18,9     | 17,7 |
| T. media (°C)       | 7,6  | 8,4  | 9,8  | 12,7 | 16,0 | 19,4 | 22,2 | 22,1 | 19,6 | 15,8 | 11,8 | 8,8  | 8,3      | 12,8     | 21,2     | 15,7     | 14,5 |
| T. min. media (°C)  | 5,0  | 5,3  | 6,8  | 9,5  | 12,8 | 16,1 | 18,6 | 18,4 | 16,0 | 12,5 | 9,0  | 6,2  | 5,5      | 9,7      | 17,7     | 12,5     | 11,4 |
| Precipitazioni (mm) | 72   | 67   | 66   | 56   | 45   | 37   | 19   | 43   | 69   | 99   | 102  | 93   | 232      | 167      | 99       | 270      | 768  |